# Maximilian Wolf
Maximilian Wolf, també conegut amb la forma abreujada del seu nom, Max Wolf, (Mährisch Weißkirchen, Moràvia, 1840 - Viena, 1886) fou un compositor austríac deixeble de Dessoff i Marx, des de molt jove abordà el teatre, en el que aconseguí grans triomfs amb les seves operetes, que es representaren amb èxit en tots els països de llengua alemanya. Entre les més aplaudides hi ha: Der Schule der Liebe, Im Namen des Koenigs, Rosa und Reseda, Die Blaue Dame, Der Pilger, Die Porträtdame, Caesarine o Rafaela.